# Tribunal internacional
Un tribunal o corte internacional es toda aquella institución jurisdiccional creado por tratados multilaterales entre Estados, o mediante acuerdos o resoluciones de organizaciones internacionales o regionales, que tiene competencia para resolver conflictos jurídicos entre diversas partes.

## Tribunales del sistema de las Naciones Unidas
La Corte Internacional de Justicia (CIJ) es un órgano de las Naciones Unidas (ONU), cuyo estatuto forma parte de su carta constitutiva. Su competencia ratinae personae es universal (todos los Estados miembros de la ONU son automáticamente parte de la CIJ, y un Estado no miembro puede ser también parte de la misma). Su competencia ratione materiae es general (todas las controversias de Derecho internacional que le sometan). Está compuesto por 15 miembros elegidos por 9 años (renovables y por tercios cada 3) elegidos en doble votación por la Asamblea General y el Consejo de Seguridad sin posibilidad de veto. Tiene competencia contenciosa cuando los Estados si someten por medio de un compromiso, tratado vigente, cláusula facultativa y forum prorrogatur (se deduce de una actitud del demandado). Ejerce competencia consultiva por medio de dictámenes que puede solicitar también la OIT.
El Tribunal Internacional del Derecho del Mar es un órgano judicial creado en la Convención de las Naciones Unidas sobre el Derecho del Mar de 1982.

## Tribunales regionales o de organizaciones regionales
El Tribunal Europeo de Derechos Humanos, creado en 1950, conoce los asuntos relativos a la interpretación y aplicación de la Convención Europea de Derechos Humanos. Están legitimados la Comisión y los Estados integrantes de esta.
El Tribunal de Justicia de la Unión Europea, creada en 1957, su competencia supranacional es obligatoria en todos los casos y más diversificada que otro tribunal internacional. La legitimación no corresponde solo a los Estados, sino a órganos comunitarios y a particulares. La solución de controversias es solo una de sus funciones.
La Corte Interamericana de Derechos Humanos, creada por la Convención Americana sobre Derechos Humanos de 1969. Su competencia material es especializada y solo es aplicable a los Estados que son parte de la Convención y de la Comisión Interamericana de Derechos Humanos.
El Tribunal de Justicia Andino, creado en 1979, es el órgano judicial en la Comunidad Andina (CAN) y ejerce funciones como el control de legalidad.
La Corte Económica, creado en 1992, es el órgano judicial en la Comunidad de Estados Independientes (CEI).

## Tribunales de Derecho penal internacional
Existen cortes o tribunales que no resuelven controversias entre Estados sino conflictos individuales, aplicando penas individuales (por delitos internacionales), que han sido creados por las Naciones Unidas en casos puntuales (tribunales ad-hoc), como los de Núremberg, Tokio, Ruanda y el Tribunal Penal Internacional para la ex Yugoslavia; o previstos por la Convención de Genocidio de 1948 y la Convención contra el apartheid de 1973. 
La Corte Penal Internacional, cuyo estatuto fue firmado en Roma en 1998 y entró vigor el 2002, significó el establecimiento de un sistema permanente internacional de persecución penal internacional.